# Firmicus lentiginosus
Firmicus lentiginosus là một loài nhện trong họ Thomisidae.
Loài này thuộc chi Firmicus. Firmicus lentiginosus được Eugène Simon miêu tả năm 1886.